# (2071) Nadejda

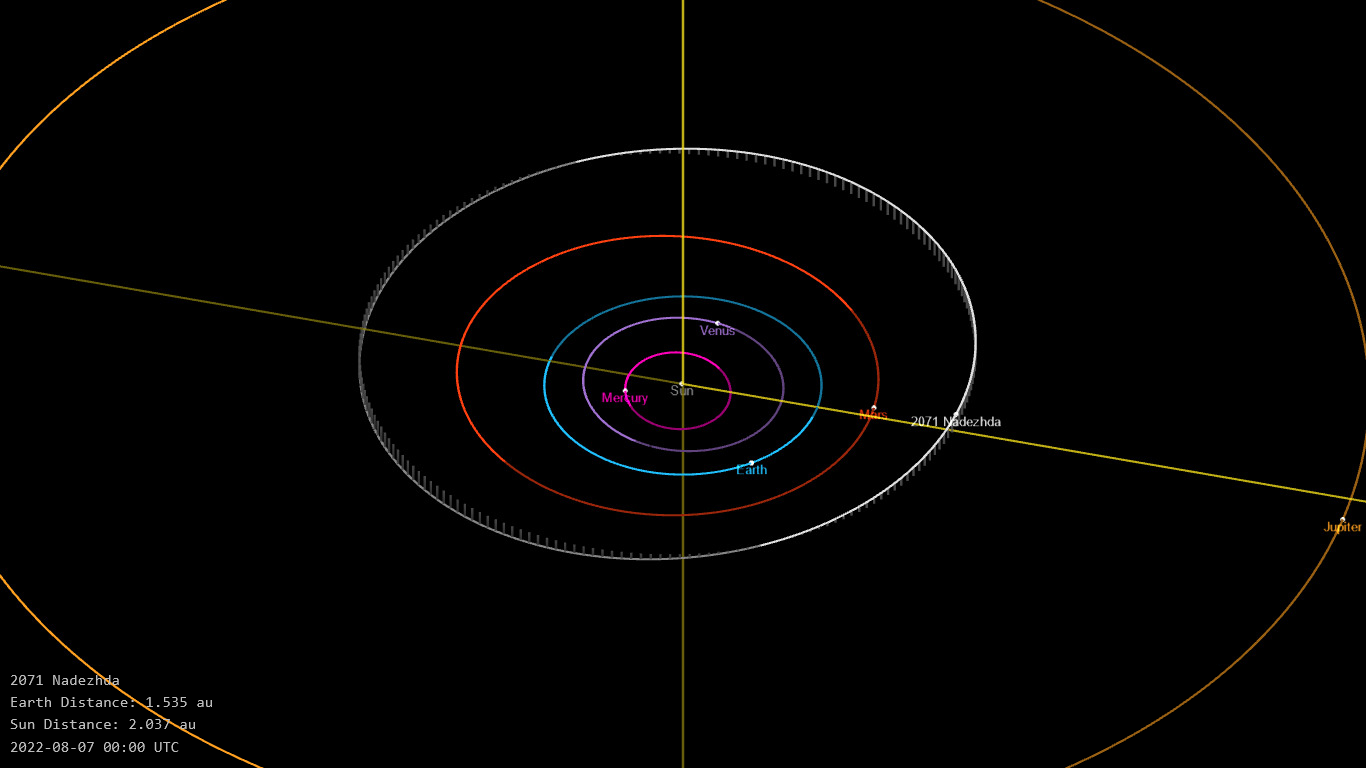
orbite de l'astéroïde 2071 Nadezhda (1971 QS)

(2071) Nadejda, désignation internationale (2071) Nadezhda, est un astéroïde de la ceinture principale.

## Description
(2071) Nadejda est un astéroïde de la ceinture principale. Il fut découvert le 18 août 1971 à Naoutchnyï par Tamara Smirnova. Il présente une orbite caractérisée par un demi-grand axe de 2,25 UA, une excentricité de 0,16 et une inclinaison de 3,6° par rapport à l'écliptique.

## Nom
L'astéroïde a été nommé en mémoire de Nadejda Konstantinovna Kroupskaïa (1869-1939), l'un des créateurs du système éducatif public soviétique, épouse de V. I. Lénine.

## Compléments